# كانال فلاتس (كولومبيا البريطانية)
كانال فلاتس (بالإنجليزية: Canal Flats)‏ هي مستوطنة تقع في كندا في كولومبيا البريطانية.